# Числа Сабіта
Числа Сабіта — натуральні числа, які задаються формулою {\displaystyle 3\cdot 2^{n}-1} для цілих невід'ємних {\displaystyle n.}
Перші числа Сабіта — це
{\displaystyle 2\;,\;5\;,\;11\;,\;23\;,\;47\;,\;95\;,\;191\;,\;383\;,\;767\;,\;1535\;,\;3071\;,\;6143\;,\;12287\;,\;24575\;,\;49151\;,\;98303\;,\;196607\;,\;393215\;,\;786431\;,\;1572863\;,\;\ldots }
(послідовність A055010 з Онлайн енциклопедії послідовностей цілих чисел, OEIS.)
Послідовність названа на честь іракського математика дев'ятого століття Сабіта ібн Курра, що досліджував такі числа.

## Властивості
- Двійкове подання числа Сабіта {\displaystyle 3\cdot 2^{n}-1} має довжину {\displaystyle n+2.}
- Деякі числа Сабіта є простими:

{\displaystyle 2\;,\;5\;,\;11\;,\;23\;,\;47\;,\;191\;,\;383\;,\;6143\;,\;786431\;,\;51539607551\;,\;824633720831\;,\;\ldots }
(послідовність A007505 з Онлайн енциклопедії послідовностей цілих чисел, OEIS.)
- Станом на квітень 2008 року відомі такі значення {\displaystyle n,} котрі дають прості числа:

{\displaystyle 0\;,\;1\;,\;2\;,\;3\;,\;4\;,\;6\;,\;7\;,\;11\;,\;18\;,\;34\;,\;38\;,\;43\;,\;47\;,\;55\;,\;64\;,\;76\;,}
{\displaystyle 94\;,\;103\;,\;143\;,\;206\;,\;216\;,\;306\;,\;324\;,\;391\;,\;458\;,\;470\;,\;827\;,\;1274\;,\;3276\;,\;4204\;,\;5134\;,}
{\displaystyle 7559\;,\;12676\;,\;14898\;,\;18123\;,\;18819\;,\;25690\;,\;26459\;,\;41628\;,\;51387\;,\;71783\;,\;80330\;,\;85687\;,\;88171\;,\;97063\;,}
{\displaystyle 123630\;,155930\;,\;164987\;,\;234760\;,\;414840\;,\;584995\;,\;702038\;,\;727699\;,\;992700\;,\;1201046\;,\;1232255\;,\;2312734\;,\;3136255\;,\;\ldots }
(послідовність A002235 з Онлайн енциклопедії послідовностей цілих чисел, OEIS.)
- Прості числа Сабіта для {\displaystyle n>164987} було знайдено в ході розподілених обчислень «321 search».[4] Найбільше з відомих простих чисел Сабіта ({\displaystyle 3\cdot 2^{4235414}-1}) має довжину 1274988 знаків і було знайдене Діланом Бенетом (Dylan Bennett) у квітні 2008 року. Попереднім рекордом було число {\displaystyle 3\cdot 2^{3136255}-1}, знайдене Полом Андервудом (Paul Underwood) у березні 2007 року.

## Зв'язок з дружніми числами
Якщо і {\displaystyle n,} і {\displaystyle n-1} є числами Сабіта, і якщо  {\displaystyle 9\cdot 2^{2n-1}-1} — просте, то пара дружніх чисел може бути знайдена як
{\displaystyle 2^{n}(3\cdot 2^{n-1}-1)(3\cdot 2^{n}-1)}{\displaystyle 2^{n}(9\cdot 2^{2n-1}-1).}

## Числа Сабіта другого роду
- Числа, які можна записати формулою {\displaystyle 3\cdot 2^{n}+1} називаються числами Сабіта другого роду.
- Перші числа Сабіта другого роду:
{\displaystyle 4,7,13,25,49,97,193,385,769,1537,3073,6145,12289,24577,49153,98305,196609,393217,786433,1572865,...}
- Перші прості числа Сабіта другого роду (послідовність A039687 з Онлайн енциклопедії послідовностей цілих чисел, OEIS):
{\displaystyle 7,13,97,193,769,12289,786433,3221225473,206158430209,6597069766657,221360928884514619393,...}
- Перші значення {\displaystyle n}, за яких {\displaystyle 3\cdot 2^{n}+1} прості:
(послідовність A2253 з Онлайн енциклопедії послідовностей цілих чисел, OEIS).{\displaystyle 1,2,5,6,8,12,18,30,36,41,66,189,201,209,276,353,408,438,534,2208,2816,3168,3189,3912,...}